# زميحة
زَمِيْحَة أو إبيكوكام (الاسم العلمي: Epicoccum)، جنس فطور مجهرية من فصيلة الدنيغيات.
الجنس لهُ توزع عالمي.

## الأنواع
الأنواع:
- Epicoccum agyrioides Corda
- Epicoccum agyrium Corda
- Epicoccum aleurophilum Sacc.